# Brussels Cycling Classic
Brussels Cycling Classic (do leta 2012 znana kot Pariz–Bruselj) je pomladanska enodnevna mini klasična kolesarska dirka v Belgiji, prvič organizirana leta 1893 in velja za eno najstarejših kolesarskih dirk na svetu. V preteklosti je ta dirka, vse tja do 1980ih let, poleg današnjih 5 spomenikov, Pariz–Tours in Valonske puščice, je le ta veljala za izjemno prestižno, za eno izmed 8 originalnih klasik. Danes je to polklasika, en rang nižje in je trenutno del serije UCI ProSeries.
Res pa je, da je imela dirka vmes veliko problemov z kontinuiteto, saj je bila druga izvedba dirke na sporedu šele leta 1906, če ne štejemo obeh svetovnih vojn, pa dirke ni bilo tudi med leti 1967 in 1972.

## Zgodovina
Leta 1893 so izvedli prvo, amatersko dirko Pariz–Bruselj, ki je bila dolga kar 397 kilometrov. Naslednja, druga dirka, na sporedu šele 13 let kasneje, je bila izpeljana v dveh dneh in dveh etapah. Leta 1907 je dirka spet postala enodnevna, in se hitro uveljavila kot spomladanska klasika, na sporedu tam nekje konec aprila med dirkama Pariz–Roubaix in Gent–Wevelgem. Leta 1960 je dirka izgubila na svojem prestižu, predvsem zaradi prometnih zamaškov in bolj promovirane dirke Amstel Gold Race, ki jo je nadomestila na koledarju spomladanskih klasik. Leta 1973 je dirko zmagal tudi sloviti Eddy Merckx, pa tudi imena kot so Freddy Maertens, Remco Evenpoel, Dylan Groenewegen in Robbie McEwen.
Leta 2012 je dirka še zadnjič potekala po dveh državah, od leta 2013 naprej ko je spremenila svoje ime, pa v celoti poteka samo še po Belgiji.

## Dolžina trase
Pred letom 1926, je bila dirka zmeraj daljša od 400 km, najdaljša, kar 440 km med leti 1913 in 1914. Prva dirka po koncu prve svetovne vojne je bila dolga 417 km, a se je ta z leti krajšala, danes nekje na 200 km. Je pa še v novejših časih, leta 1987 ko je slavil Wim Arras, dolžina trase merila 309 km. Najhitrejša izvedba dirke je bila leta 1975, ko je veter v hrbet pomagal Freddy Maertensu, ko je odpeljal z rekordno povprečno hitrostjo 46.11 km/h.

## Moški

### Zmagovalci po letih
| Leto                                                        | Zmagovalec             | Drugi                      | Tretji                     |
| ----------------------------------------------------------- | ---------------------- | -------------------------- | -------------------------- |
| ↓ "Pariz–Bruselj" ↓                                         |                        |                            |                            |
| 1893                                                        | André Henry            | Charles Delbecque          | Fernand Augenault          |
| med leti 1894 in 1905 dirk ni bilo                          |                        |                            |                            |
| 1906                                                        | Albert Dupont          | Jean Patou                 | Guillaume Coeckelberg      |
| 1907                                                        | Gustave Garrigou       | Charles Crupelandt         | Robert Wancour             |
| 1908                                                        | Lucien Petit-Breton    | Cyrille Van Hauwaert       | Louis Trousselier          |
| 1909                                                        | François Faber         | Gustave Garrigou           | Eugene Christophe          |
| 1910                                                        | Maurice Brocco         | Octave Lapize              | Cyrille Van Hauwaert       |
| 1911                                                        | Octave Lapize          | François Faber             | Charles Crupelandt         |
| 1912                                                        | Octave Lapize          | Louis Luguet               | Oscar Egg                  |
| 1913                                                        | Octave Lapize          | Cyrille Van Hauwaert       | Charles Crupelandt         |
| 1914                                                        | Louis Mottiat          | Louis Heusghem             | Joseph Vandaele            |
| med leti 1915 in 1918 dirk zaradi 1. svetovne vojne ni bilo |                        |                            |                            |
| 1919                                                        | Alexis Michiels        | Émile Masson senior        | Francis Pélissier          |
| 1920                                                        | Henri Pélissier        | Louis Mottiat              | René Vermandel             |
| 1921                                                        | Robert Reboul          | Arthur Claerhout           | Alfons Van Hecke           |
| 1922                                                        | Félix Sellier          | Laurent Seret              | René Vermandel             |
| 1923                                                        | Félix Sellier          | Maurice De Waele           | Alfons Van Hecke           |
| 1924                                                        | Félix Sellier          | Gerard Debaets             | Marcel Colleu              |
| 1925                                                        | Gerard Debaets         | Adelin Benoît              | Nicolas Frantz             |
| 1926                                                        | Denis Verschueren      | Joseph Van Dam             | Félix Sellier              |
| 1927                                                        | Nicolas Frantz         | Marcel Huot                | Maurice De Waele           |
| 1928                                                        | Georges Ronsse         | Nicolas Frantz             | Hubert Opperman            |
| 1929                                                        | Pé Verhaegen           | Maurice De Waele           | Nicolas Frantz             |
| 1930                                                        | Ernest Mottard         | Jef Demuysere              | Leander Ghyssels           |
| 1931                                                        | Jean Aerts             | Frans Bonduel              | Romain Gijssels            |
| 1932                                                        | Julien Vervaecke       | Gérard Loncke              | Georges Ronsse             |
| 1933                                                        | Albert Barthélémy      | Alfons Ghesquiere          | Gerhard Esser              |
| 1934                                                        | Frans Bonduel          | Edgard De Caluwé           | Romain Maes                |
| 1935                                                        | Edgard De Caluwé       | Louis Hardiquest           | Frans Bonduel              |
| 1936                                                        | Eloi Meulenberg        | Frans Bonduel              | Louis Hardiquest           |
| 1937                                                        | Albert Beckaert        | Frans Bonduel              | Jules Lowie                |
| 1938                                                        | Marcel Kint            | Romain Maes                | Léon Louyet                |
| 1939                                                        | Frans Bonduel          | Albert Hendrickx           | Lucien Storme              |
| med leti 1940 in 1945 dirk zaradi 2. svetovne vojne ni bilo |                        |                            |                            |
| 1946                                                        | Albéric Schotte        | Sylvain Grysolle           | André Declerck             |
| 1947                                                        | Ernest Sterckx         | Maurice Desimpelaere       | Alphonse De Vreese         |
| 1948                                                        | Lode Poels             | Albert Sercu               | Jean Bogaerts              |
| 1949                                                        | Maurice Diot           | Emmanuel Thoma             | Jacques Moujica            |
| 1950                                                        | Rik Van Steenbergen    | Guy Lapébie                | Karel De Baere             |
| 1951                                                        | Jean Guéguen           | Bernard Gauthier           | Jean Baldassari            |
| 1952                                                        | Albéric Schotte        | Marcel Dussault            | Roger De Corte             |
| 1953                                                        | Loretto Petrucci       | Albéric Schotte            | Lode Anthonis              |
| 1954                                                        | Marcel Hendrickx       | Germain Derycke            | Ferdy Kübler               |
| 1955                                                        | Marcel Hendrickx       | Gilbert Scodeller          | Germain Derycke            |
| 1956                                                        | Rik Van Looy           | Bernard Gauthier           | Rik Van Steenbergen        |
| 1957                                                        | Leon Vandaele          | Raymond Impanis            | Jan Adriaensens            |
| 1958                                                        | Rik Van Looy           | Pino Cerami                | Armand Desmet              |
| 1959                                                        | Frans Schoubben        | Willy Vannitsen            | Miguel Poblet              |
| 1960                                                        | Pierre Everaert        | André Darrigade            | Jean Graczyk               |
| 1961                                                        | Pino Cerami            | Gilbert Desmet             | Frans Schoubben            |
| 1962                                                        | Joseph Wouters         | Noël Foré                  | Martin Van Geneugden       |
| 1963                                                        | Jean Stablinski        | Tom Simpson                | Peter Post                 |
| 1964                                                        | Georges Van Coningsloo | Rik Van Looy               | Benoni Beheyt              |
| 1965                                                        | Edward Sels            | Roger Verheyden            | Willy Bocklant             |
| 1966                                                        | Felice Gimondi         | Willy Planckaert           | Rik Van Looy               |
| med leti 1967 in 1972 dirk ni bilo                          |                        |                            |                            |
| 1973                                                        | Eddy Merckx            | Frans Verbeeck             | Rik Van Linden             |
| 1974                                                        | Marc Demeyer           | Roger De Vlaeminck         | Roger Rosiers              |
| 1975                                                        | Freddy Maertens        | Eddy Merckx                | André Dierickx             |
| 1976                                                        | Felice Gimondi         | Hennie Kuiper              | Antoon Houbrechts          |
| 1977                                                        | Ludo Peeters           | Marc Demeyer               | Bernard Hinault            |
| 1978                                                        | Jan Raas               | Gerrie Knetemann           | Jean-Luc Vandenbroucke     |
| 1979                                                        | Ludo Peeters           | André Dierickx             | Martin Havik               |
| 1980                                                        | Pierino Gavazzi        | Marc Demeyer               | Jean-Philippe Vandenbrande |
| 1981                                                        | Roger De Vlaeminck     | Jan Raas                   | Jan Bogaert                |
| 1982                                                        | Jacques Hanegraaf      | Pascal Jules               | Johan van der Velde        |
| 1983                                                        | Tommy Prim             | Daniel Rossel              | Ralf Hofeditz              |
| 1984                                                        | Eric Vanderaerden      | Charly Mottet              | Eric Van Lancker           |
| 1985                                                        | Adrie van der Poel     | Jean-Philippe Vandenbrande | Pierino Gavazzi            |
| 1986                                                        | Guido Bontempi         | Sean Kelly                 | Johan Capiot               |
| 1987                                                        | Wim Arras              | Jozef Lieckens             | Eric Vanderaerden          |
| 1988                                                        | Rolf Gölz              | Laurent Fignon             | Marnix Lameire             |
| 1989                                                        | Jelle Nijdam           | Carlo Bomans               | Marcel Wüst                |
| 1990                                                        | Franco Ballerini       | Michel Dernies             | Danny Neskens              |
| 1991                                                        | Brian Holm             | Olaf Ludwig                | Johan Museeuw              |
| 1992                                                        | Rolf Sorensen          | Frans Maassen              | Phil Anderson              |
| 1993                                                        | Francis Moreau         | Jelle Nijdam               | Johan Museeuw              |
| 1994                                                        | Rolf Sorensen          | Franco Ballerini           | Sean Yates                 |
| 1995                                                        | Frank Vandenbroucke    | Frank Corvers              | Rolf Sorensen              |
| 1996                                                        | Andrea Tafi            | Johan Museeuw              | Michele Bartoli            |
| 1997                                                        | Alessandro Bertolini   | Andrej Čmil                | Andrea Tafi                |
| 1998                                                        | Stefano Zanini         | Mirko Celestino            | Michele Bartoli            |
| 1999                                                        | Romāns Vainšteins      | Beat Zberg                 | Fabio Baldato              |
| 2000                                                        | Max van Heeswijk       | Frank Hoj                  | Ludovic Capelle            |
| 2001                                                        | Emmanuel Magnien       | Niko Eeckhout              | Romāns Vainšteins          |
| 2002                                                        | Robbie McEwen          | Olaf Pollack               | Jans Koerts                |
| 2003                                                        | Kim Kirchen            | László Bodrogi             | Maryan Hary                |
| 2004                                                        | Nick Nuyens            | Philippe Gilbert           | Allan Johansen             |
| 2005                                                        | Robbie McEwen          | Stefan van Dijk            | Jean-Patrick Nazon         |
| 2006                                                        | Robbie McEwen          | Tom Boonen                 | Steven de Jongh            |
| 2007                                                        | Robbie McEwen          | Jeremy Hunt                | Honorio Machado            |
| 2008                                                        | Robbie McEwen          | Gert Steegmans             | Luca Paolini               |
| 2009                                                        | Matthew Goss           | Allan Davis                | Kristof Goddaert           |
| 2010                                                        | Francisco José Ventoso | Romain Feillu              | Stefan van Dijk            |
| 2011                                                        | Denis Galimzjanov      | Jauheni Hutarovič          | Anthony Ravard             |
| 2012                                                        | Tom Boonen             | Mark Renshaw               | Óscar Freire Gómez         |
| ↓ "Brussels Cycling Classic" ↓                              |                        |                            |                            |
| 2013                                                        | André Greipel          | John Degenkolb             | Nacer Bouhanni             |
| 2014                                                        | André Greipel          | Elia Viviani               | Arnaud Démare              |
| 2015                                                        | Dylan Groenewegen      | Roy Jans                   | Tom Boonen                 |
| 2016                                                        | Tom Boonen             | Arnaud Démare              | Nacer Bouhanni             |
| 2017                                                        | Arnaud Démare          | Marko Kump                 | André Greipel              |
| 2018                                                        | Pascal Ackermann       | Jasper Stuyven             | Thomas Boudat              |
| 2019                                                        | Caleb Ewan             | Pascal Ackermann           | Jasper Philipsen           |
| 2020                                                        | Tim Merlier            | Davide Ballerini           | Nacer Bouhanni             |
| 2021                                                        | Remco Evenepoel        | Aimé De Gendt              | Tosh Van der Sande         |
| 2022                                                        | Taco van der Hoorn     | Thimo Willems              | Tobias Bayer               |
| 2023                                                        | Arnaud Démare          | Tobias Lund Andresen       | Jordi Meeus                |

### Večkratni zmagovalci
| Zmage | Kolesar                | Edicija                      |
| ----- | ---------------------- | ---------------------------- |
| 5     | Robbie McEwen (AUS)    | 2002, 2005, 2006, 2007, 2008 |
| 3     | Octave Lapize (FRA)    | 1911, 1912, 1913             |
| 3     | Félix Sellier (BEL)    | 1922, 1923, 1924             |
| 2     | Marcel Hendrickx (BEL) | 1954, 1955                   |
| 2     | Rik Van Looy (BEL)     | 1956, 1957                   |
| 2     | Felice Gimondi (ITA)   | 1966, 1976                   |
| 2     | Ludo Peeters (BEL)     | 1977, 1979                   |
| 2     | Rolf Sørensen (DEN)    | 1992, 1994                   |
| 2     | Tom Boonen (BEL)       | 2012, 2016                   |
| 2     | André Greipel (GER)    | 2013, 2014                   |